# ノルウェー・クローネ
ノルウェー・クローネ（norsk krone、Norwegian krone）は、ノルウェーの通貨。略称NOK、又はkr。補助単位はオーレで、1クローネ=100オーレ。クローネとは王冠を意味する言葉であるが、これはデンマークやスウェーデンと同じである。

## 概要
ヨーロッパの通貨がユーロに統合されていく中で、ノルウェーが非EU国家であることからスイス・フランとともに今後も存在するヨーロッパの通貨の一つである。
ノルウェー経済は国際的には原油・天然ガス輸出に裏打ちされたものであるが、原油・石油製品の決済はUSドルで行うことから原油価格とは直接に連動せず、ユーロとの関連性が強いとされる。
国際的な比較ではノルウェー・クローネは安定した通貨の一つであり、対円では1994年から2006年の間は11円台から19円台となっており、2003年以降から2006年では対ユーロ、対USドル、対円ともにクローネ高の傾向が続いたが、2008年のサブプライム以降円高で推移している。

現在ノルウェーではキャッシュレス化が著しく、カードや電子マネーなど電子決済による取引が現金による取引より圧倒的に多い状況となっている。これはノルウェーに限らずその他北欧諸国で同様に見られる傾向である。

## 歴史
1875年にデンマーク、スウェーデン、ノルウェーによるスカンジナビア通貨同盟の結成により導入された、金平価純金1グラム=2.48クローネとなるクローネ（クローナ）が基になっている。

## 紙幣
かつては、A5サイズほどの超大型紙幣や、正方形に近い大型紙幣が流通しており、現在は発行していない5クローネや10クローネ紙幣も流通していた。現在では、50、100、200、500、1,000クローネの5種類の紙幣のみが流通しているが、前述のように電子決済が主流となっている。また現金取引でも高額紙幣の流通量は少なく、特に1,000クローネ紙幣は現金取引でも滅多に手にすることができない。
過去の紙幣においては、その肖像に、ナンセンやビョルンソンといったノーベル賞受賞者、数学者アーベル、劇作家イプセン、音楽家グリーグなどの文化人が使われていた。
2017年から2019年にかけて、現在流通している第8次紙幣が発行された。まず2017年5月に100クローネと200クローネが発行され、2018年には50、500クローネが発行され、更に2019年には1000クローネが発行された。
現在の紙幣（第8次紙幣）のサイズ及びそれに描かれている絵柄は下記の通りである。このシリーズの紙幣では人物の肖像は廃された。
- 50クローネ（緑）126mm×70mm 2018年10月発行

ユートゥベーラ灯台
- 100クローネ（赤）133mm×70mm 2017年5月発行

ゴクスタ船
- 200クローネ（青）140mm×70mm 2017年5月発行

鱈
- 500クローネ（茶）147mm×70mm  2018年10月発行

レスキュー救命艇RS14スタヴァンゲル
- 1000クローネ（紫）154mm×70mm 2019年11月発行

海の波
なお、前代の第7次紙幣（下記）は2018年から2020年までの間に全て無効とされ、ノルウェーの紙幣ではそれ以前の旧紙幣も現在では全て無効となっている。
- 50クローネ（緑）128mm×60mm 1997年1月発行　2004年3月改版

ペテル・クリスティン・アスビョルンセン（Peter Christen Asbjornsen 1812年-1885年、動物学者、民話研究家）
- 100クローネ（赤）136mm×65mm 1997年9月発行　2003年3月改版

キルステン・フラグスタート（Kirsten Flagstad 1895年-1962年、ソプラノ歌手）
- 200クローネ（青）144mm×70mm 1994年11月発行　2002年4月改版

クリスチャン・ビルケランド（Kristian Birkeland 1867年-1917年、物理学者）
- 500クローネ（茶）152mm×75mm  1999年6月発行

シグリ・ウンセット（Sigrid Undset 1882年-1949年、小説家、1928年ノーベル文学賞受賞者）
- 1000クローネ（紫）160mm×80mm 2001年6月発行

エドヴァルド・ムンク（Edvard Munch 1863年-1944年、画家）

## 硬貨
現在流通している硬貨は、1、5、10、20クローネの4種類。このうち1クローネと5クローネは、日本の五円玉やデンマークの硬貨と同様に先進諸国では珍しい穴開きの硬貨である。
1クローネはハーラル5世の紋章、5クローネは聖オーラフ勲章、10・20クローネはハーラル5世の横顔の図案となっている。
かつて発行されていた50オーレ硬貨（図案は王冠）は、2012年に市場での流通が停止され、2022年末限りで他の額面の通貨との交換も停止され、現在は完全に失効している。故にノルウェー・クローネの補助単位としてのオーレは現在では現金の単位としては使われていない。